# Le Marin de Gibraltar (film)
Pour le roman initial, voir Le Marin de Gibraltar.
Le Marin de Gibraltar (The Sailor from Gibraltar) est un film britannique réalisé par Tony Richardson, sorti en 1967.
Il s'agit de l'adaptation du roman éponyme de Marguerite Duras, publié en 1952.

## Réception
Le film est éreinté par la critique à sa sortie et boudé par le public. Seule la prestation de Vanessa Redgrave a été saluée.

## Fiche technique
- Titre : Le Marin de Gibraltar
- Titre original : The Sailor from Gibraltar
- Réalisation : Tony Richardson, assisté de Christian de Chalonge et Norman J. Warren
- Scénario : Tony Richardson, Christopher Isherwood et Don Magner d'après le roman éponyme de Marguerite Duras
- Production : Neil Hartley et Oscar Lewenstein pour Woodfall Film Productions
- Directeur de production : Marc Maurette
- Musique : Antoine Duhamel
- Photographie : Raoul Coutard
- Assistant réalisateur : Christian de Chalonge
- Montage : Antony Gibbs (en)
- Pays d'origine : Royaume-Uni
- Format : Noir et blanc - Mono
- Genre : Drame
- Durée : 91 minutes
- Date de sortie : 1967

## Distribution
- Jeanne Moreau : Anna
- Ian Bannen : Alan
- Vanessa Redgrave : Sheila
- Orson Welles : Louis de Mozambique
- Zia Mohyeddin : Noori
- Hugh Griffith : Llewellyn
- Umberto Orsini : Vendeur de cartes-postales
- Arnoldo Foà : Homme sur le train
- John Hurt : John
- Eleonora Brown :Carla